# Лукин, Владимир Петрович (Герой Советского Союза)
Владимир Петрович Лукин (1916—1952) — участник Великой Отечественной войны, командир батальона 818-го стрелкового полка 31-й стрелковой дивизии 46-й армии Степного фронта, капитан. Герой Советского Союза.

## Биография
Родился 13 июля (26 июля по новому стилю) 1916 года в городе Курск Российской империи. Русский.
В 1932 году окончил 6 классов школы, в 1934 — школу ФЗУ. Работал формовщиком на заводе в Курске.
В Красной Армии с октября 1937 года. Окончил полковую школу. Служил в пехоте командиром отделения, старшиной полка. Перед самой войной окончил курсы усовершенствования командного состава. На фронте Великой Отечественной войны — с июня 1941 года. Член ВКП(б).
Стрелковый батальон под командованием капитана Лукина 27 сентября 1943 года форсировал реку Днепр и захватил плацдарм на правом берегу в районе села Сошиновка (Верхнеднепровский район Днепропетровской области, Украина). Отразив 7 вражеских контратак, воины батальона освободили посёлок Аулы (Криничанский район Днепропетровской области, Украина), нанеся гитлеровцам значительный урон в живой силе и боевой технике. Развивая успех, батальон перерезал железную дорогу и овладел железнодорожной станцией Воскобойня, отразив четыре контратаки противника.
Указом Президиума Верховного Совета СССР от 22 февраля 1944 года за образцовое выполнение заданий командования и проявленные мужество и героизм в боях с немецко-фашистскими захватчиками капитану В. П. Лукину присвоено звание Героя Советского Союза с вручением ордена Ленина и медали «Золотая Звезда № 1946».
После войны продолжал службу в армии. С октября 1945 года капитан Лукин В. П. — в запасе.
В 1945 году Лукин вернулся на родину. Работал заместителем председателя артели, а с мая 1949 года в милиции инспектором уголовного розыска.
Капитан милиции Лукин В. П. погиб 10 мая 1952 года при задержании опасного преступника, похоронен на Никитском кладбище в Курске. Навечно зачислен в списки уголовного розыска УМВД Курской области.

## Награды
- Медаль «Золотая Звезда».
- Орден Ленина (1944).
- Орден Отечественной войны I степени (1943).
- Орден Красной Звезды (1952) посмертно.
- Медаль «За победу над Германией в Великой Отечественной войне 1941-1945 гг.» (1945).

## Память
- В центре Курска на Красной площади имя капитана Лукина увековечено на мемориальной стеле «Герои-куряне».
- В Курске у СОШ № 11 на ул. Антокольского, 1, установлен бюст Героя[2].
- СОШ №11 г.Курска 02.12.2021 присвоено имя Героя Советского Союза Владимира Лукина [3]
- На фасаде школы, в которой учился Герой, установлена мемориальная доска[4].
- В здании УМВД Курской области на стеле, посвящённой погибшим на боевом посту сотрудникам милиции, золотыми буквами высечено имя Героя и установлен бюст.